# Flux (sterrenkunde)

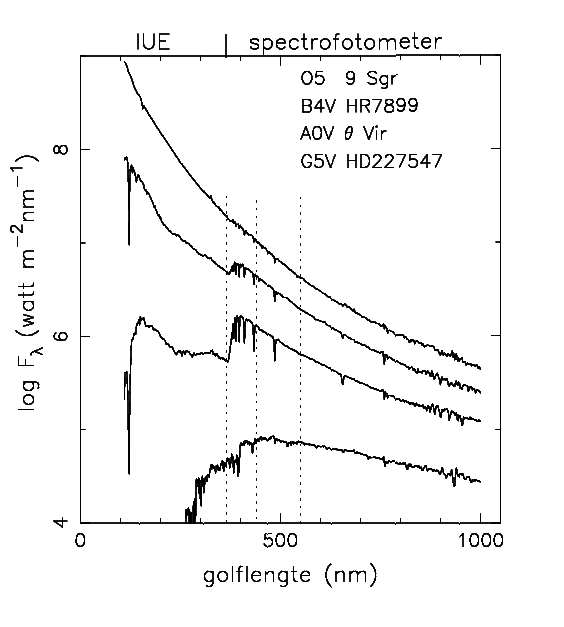
Een diagram van vier verschillende sterren met een verschillende temperatuur. Voorgesteld zijn de sterspectra in hetzelfde golflengtegebied, gemeten met de International Ultraviolet Explorer (λ < 340 nm), en een spectrofotometer van Caltech (voor λ > 340 nm).

De flux is een term in de sterrenkunde die staat voor de hoeveelheid energie die door een ster per vierkante meter en per seconde in een golflengte-interval van 1 nanometer wordt uitgestraald. Met andere woorden: het stelt de intensiteit per golflengte-interval voor. Het symbool voor de astronomische flux is {\displaystyle \Phi _{\lambda }}. De intensiteit per golflengte-interval kan ook worden aangegeven als
{\displaystyle {\frac {dI\lambda }{d\lambda }}}
De totale intensiteit wordt de bolometrische flux {\displaystyle \Phi _{b}} genoemd:
{\displaystyle \Phi _{b}=\int \Phi _{\lambda }d\lambda }
De flux hangt af van de temperatuur. Naarmate de temperatuur hoger wordt, wordt de flux groter en wordt de golflengte waar {\displaystyle \Phi _{\lambda }} het grootst is korter. Bij mensen ligt de golflengte waar de flux het grootst is in het infrarode spectrum, hetgeen niet waarneembaar is voor het oog.

## Temperatuur
Omdat de bolometrische flux hoger wordt en de golflengte waar de flux het hoogst is korter wordt, naarmate de temperatuur van een voorwerp stijgt, kunnen wetenschappers de flux en de bolometrische flux van sterren gebruiken om de werkelijke temperatuur van een ster te bepalen. Deze waardes kunnen worden berekend met de constante van Stefan-Boltzmann en de constante van Wien. Bij de constante van Stefan-Boltzmann ({\displaystyle \sigma }) wordt gebruikgemaakt van de bolometrische flux. Er geldt:
{\displaystyle \Phi _{b}=\sigma T^{4}}
In het geval van sterren wordt T de effectieve temperatuur genoemd.
Voor de golflengte waar de flux het grootst is, geldt
{\displaystyle \lambda _{\text{max}}T=k_{w}}
met {\displaystyle k_{w}} de constante van Wien.

## Lichtkracht
Lichtkracht staat voor het totale vermogen dat een ster uitzendt, in de vorm van elektromagnetische straling. De lichtkracht hangt af van de effectieve temperatuur van een ster en heeft dus een verband met de flux van sterren. In veel gevallen wordt daarom ook met behulp van de lichtkracht de flux en de temperatuur van een ster berekend. Het verband met de bolometrische flux volgt uit de betrekking:
{\displaystyle L=4\pi R^{2}\Phi _{b}}
Een ster zendt in alle richtingen licht uit, de gemeten lichtkracht op aarde, de gemeten flux {\displaystyle f_{b}}, mag daarom niet gebruikt worden. Met behulp van een vergelijking om de lichtkracht van een hele ster te bepalen, en het verband tussen de biometrische flux en lichtkracht kan de bolometrische flux berekend worden:
{\displaystyle \left.{\begin{matrix}4\pi d^{2}f_{b}=L\\4\pi R^{2}\Phi _{b}=L\end{matrix}}\right\}\to \Phi _{b}=f_{b}\left({\frac {d}{R}}\right)^{2}}

### Hertzsprung-Russelldiagram
In een Hertzsprung-Russelldiagram wordt op de verticale as de lichtkracht uitgedrukt als logaritme van de lichtkracht van de zon. Op de horizontale as staat een variabele gerelateerd aan de oppervlaktetemperatuur. Hieruit volgt een logaritmisch verband tussen de temperatuur en de lichtkracht van verscheidene sterren. Ook is er een verband tussen de lichtkracht en de grootte van sterren. Al deze verbanden kunnen samen uitgedrukt worden in de formule:
{\displaystyle L=4\pi R^{2}\sigma T_{\text{eff}}^{4}}
Er geldt door dit diagram ook een verband tussen L, R en T als er wordt gedeeld door de waardes van de zon:
{\displaystyle \left({\frac {L}{L_{\odot }}}\right)=\left({\frac {R}{R_{\odot }}}\right)^{2}\left({\frac {T_{\text{eff}}}{T_{{\text{eff}}\odot }}}\right)^{4}}

## Zwarte-lichaamstraling
Een zwart lichaam is een geïdealiseerd object dat alle elektromagnetische straling die erop valt, absorbeert. Hierdoor zal de temperatuur van het object toenemen en zal het zelf straling gaan uitzenden volgens de wet van Planck. Ook bij een zwart lichaam is er sprake van een temperatuur-afhankelijke flux. Bij een lage temperatuur zal het voornamelijk infrarood zijn, bij een temperatuur van rond de 600 kelvin zal het in het zichtbare spectrum gaan uitzenden. De soort straling die het zwarte lichaam uitzendt komt overeen met dat van sterren. Voor zwarte stralers geldt:
{\displaystyle \Phi (T)={\frac {2hv^{3}}{c^{2}}}{\frac {1}{e^{h/kT}-1}}}
met h de constante van Planck.
Een benadering van een zwart lichaam is de verschuivingswet van Wien, dit is een wet die zegt dat de energiedichtheid ten opzichte van een golflengte van de warmtestraling van een zwarte straler bij elke absolute temperatuur hetzelfde is. Dit betekent ook dat het product van {\displaystyle \lambda _{\text{max}}} en {\displaystyle T} een constante is. Deze constante is de constante van Wien.